# 徐光英
徐光英（1899年—1984年），字树屏，广东省海阳县（今广东省潮州市潮安区）浮洋镇徐陇村人，中共早期高级军事干部。军统元老。

## 生平
1920年留法勤工俭学。1921年加入旅法共产主义小组，后到西班牙读军事。1922年8月转入中共旅欧支部。
北伐战争中任国民革命军第四军参谋。1927年3月参加上海第三次工人武装起义，为暴动指挥部五人团成员，负责工人纠察队的武装训练与指挥。 
1927年八一南昌起义，任第11军第24师（师长叶挺/古勋铭，党代表颜昌颐）参谋长。南昌起义部队南下途中，徐光英负责绘制行军路线图一直做到江西南部寻乌县。1927年9月23、24日分别攻克潮州、汕头后（史称“潮汕七日红”），李立三任汕头市公安局长，未到职前由徐光英代理公安局长。
1927年11月9日至10日，瞿秋白为首的临时中央政治局扩大会议，通过了《政治纪律决议案》，共10项处分：徐光英因在汕任公安局长时，取缔工人擅自逮捕并杀乘机抢劫贫民三人，应处以留党察看一年之处分。

1927年12月11日广州起义，起义军总指挥叶挺，副总指挥叶剑英，总参谋长徐光英，副官陈赓，师长徐向前等。徐光英率领中路起义军（第四军教导团第一营和工人赤卫队第一联队，突袭东较场，攻克广九车站和广州市公安局。
左右江起义前，中共中央派一批干部奔赴广西，徐光英化名徐开先，协助张云逸做兵运和军训。起义失败后，徐光英脱离中共。1930年参加邓演达创建的“第三党”，出任该党陕西省委书记。
抗日战争时期，1938年军统组建忠义救国军，任参谋长。别动军第三纵队司令、军统贵州息烽训练班副主任。黄埔军校南宁分校少将政治主任。军事委员会军需署少将军需监。
1947年赴港居住。